# Arrested Development
Arrested Development (på svenska även Firma Ruffel & bygg) är en amerikansk situationskomediserie, skapad av Mitchell "Mitch" Hurwitz och producerad av bland andra Ron Howard. Den sändes ursprungligen på Fox från den 2 november 2003 till den 10 februari 2006 (säsong 1–3) och på Netflix från den 26 maj 2013 till den 15 mars 2019 (säsong 4–5).
Serien lades först ner efter tre säsonger på grund av låga tittarsiffror, men trots det fortsatte den att locka nya tittare och trogna fans. 2013 återupplivades den efter att Netflix producerat en fjärde säsong och femte säsong. Samtliga avsnitt av säsong fyra gjordes tillgängliga den 26 maj 2013 medan ena halvan av säsong fem gjordes tillgänglig 29 maj 2018. Det är fortfarande oklart när andra halvan av säsong fem görs tillgänglig. Samtliga säsonger (förutom säsong 5) finns på DVD. Säsong 1–3 har visats på TV4 och TV4 Komedi, med premiär februari 2005. TV4 valde först att ge serien den svenska titeln Firma Ruffel & bygg men gick efter ett par avsnitt tillbaka till originaltiteln.

## Handling
Arrested Development handlar om den dysfunktionella familjen Bluth vars patriark, George Senior (Jeffrey Tambor), i det inledande pilotavsnittet blir arresterad för att ha förskingrat från familjeföretaget Bluth Company. Mellansonen Michael (Jason Bateman) tar över firman och försöker samtidigt hålla ihop familjen, vilken består av George Sr. och Lucille (Jessica Walter), deras vuxna barn Michael, G.O.B. (Will Arnett), Lindsey (Portia de Rossi) och Buster (Tony Hale), Michaels tonårsson George Michael (Michael Cera), Lindseys man Tobias Fünke (David Cross) samt deras tonårsdotter Maeby (Alia Shawkat). 

## Rollista

### Huvudroller
| Jason Bateman   | – Michael Bluth        |
| Portia de Rossi | – Lindsay Fünke        |
| Will Arnett     | – G.O.B.               |
| Michael Cera    | – George Michael Bluth |
| Alia Shawkat    | – Maeby Fünke          |
| Tony Hale       | – Buster Bluth         |
| David Cross     | – Tobias Fünke         |
| Jeffrey Tambor  | – George Bluth         |
| Jessica Walter  | – Lucille Bluth        |
| Ron Howard      | – Berättarröst         |

### Gästroller i urval introducerade under säsong 1–3
| Justine Bateman     | – Nellie                          |
| Zach Braff          | – Phillip Litt                    |
| Heather Graham      | – Beth Baerly                     |
| James Lipton        | – Fängelsedirektör Stefan Gentles |
| Julia Louis-Dreyfus | – Maggie Lizer                    |
| Jane Lynch          | – Cindi Lightballoon              |
| Liza Minnelli       | – Lucille Austero                 |
| Martin Short        | – Farbror Jack                    |
| Ben Stiller         | – Tony Wonder                     |
| Charlize Theron     | – Rita Leeds                      |
| Carl Weathers       | – Carl Weathers                   |
| Henry Winkler       | – Barry Zuckerkorn                |

### Gästroller i urval introducerade under säsong 4
| Kristen Wiig | – Lucille Bluth som ung |
| Seth Rogen   | – George Bluth som ung  |

### Familjen Bluths släktträd
|          |          |          |          |            |            |            |            |                             |                             |                             |                             |                             |                             |                   |                   |                   |                   | George Oscar Bluth, Sr. | George Oscar Bluth, Sr. | George Oscar Bluth, Sr. | George Oscar Bluth, Sr. | George Oscar Bluth, Sr. | George Oscar Bluth, Sr. |                      |                      |               |               |               |               | Lucille Bluth | Lucille Bluth | Lucille Bluth | Lucille Bluth | Lucille Bluth | Lucille Bluth |                   |                   |                   |                   |                      |                      | Oscar George Bluth   | Oscar George Bluth   | Oscar George Bluth   | Oscar George Bluth   | Oscar George Bluth | Oscar George Bluth |                      |                      |                      |                      |                      |                      |
|          |          |          |          |            |            |            |            |                             |                             |                             |                             |                             |                             |                   |                   |                   |                   | George Oscar Bluth, Sr. | George Oscar Bluth, Sr. | George Oscar Bluth, Sr. | George Oscar Bluth, Sr. | George Oscar Bluth, Sr. | George Oscar Bluth, Sr. |                      |                      |               |               |               |               | Lucille Bluth | Lucille Bluth | Lucille Bluth | Lucille Bluth | Lucille Bluth | Lucille Bluth |                   |                   |                   |                   |                      |                      | Oscar George Bluth   | Oscar George Bluth   | Oscar George Bluth   | Oscar George Bluth   | Oscar George Bluth | Oscar George Bluth |                      |                      |                      |                      |                      |                      |
|          |          |          |          |            |            |            |            |                             |                             |                             |                             |                             |                             |                   |                   |                   |                   |                         |                         |                         |                         |                         |                         |                      |                      |               |               |               |               |               |               |               |               |               |               |                   |                   |                   |                   |                      |                      |                      |                      |                      |                      |                    |                    |                      |                      |                      |                      |                      |                      |
|          |          |          |          |            |            |            |            |                             |                             |                             |                             |                             |                             |                   |                   |                   |                   |                         |                         |                         |                         |                         |                         |                      |                      |               |               |               |               |               |               |               |               |               |               |                   |                   |                   |                   |                      |                      |                      |                      |                      |                      |                    |                    |                      |                      |                      |                      |                      |                      |
| Eve Holt | Eve Holt | Eve Holt | Eve Holt | Eve Holt   | Eve Holt   |            |            | George Oscar "Gob" Bluth II | George Oscar "Gob" Bluth II | George Oscar "Gob" Bluth II | George Oscar "Gob" Bluth II | George Oscar "Gob" Bluth II | George Oscar "Gob" Bluth II |                   |                   | Tracey Bluth †    | Tracey Bluth †    | Tracey Bluth †          | Tracey Bluth †          | Tracey Bluth †          | Tracey Bluth †          |                         |                         | Michael Bluth        | Michael Bluth        | Michael Bluth | Michael Bluth | Michael Bluth | Michael Bluth |               |               | Lindsay Bluth | Lindsay Bluth | Lindsay Bluth | Lindsay Bluth | Lindsay Bluth     | Lindsay Bluth     |                   |                   | Tobias Onyango Fünke | Tobias Onyango Fünke | Tobias Onyango Fünke | Tobias Onyango Fünke | Tobias Onyango Fünke | Tobias Onyango Fünke |                    |                    | Byron "Buster" Bluth | Byron "Buster" Bluth | Byron "Buster" Bluth | Byron "Buster" Bluth | Byron "Buster" Bluth | Byron "Buster" Bluth |
| Eve Holt | Eve Holt | Eve Holt | Eve Holt | Eve Holt   | Eve Holt   |            |            | George Oscar "Gob" Bluth II | George Oscar "Gob" Bluth II | George Oscar "Gob" Bluth II | George Oscar "Gob" Bluth II | George Oscar "Gob" Bluth II | George Oscar "Gob" Bluth II |                   |                   | Tracey Bluth †    | Tracey Bluth †    | Tracey Bluth †          | Tracey Bluth †          | Tracey Bluth †          | Tracey Bluth †          |                         |                         | Michael Bluth        | Michael Bluth        | Michael Bluth | Michael Bluth | Michael Bluth | Michael Bluth |               |               | Lindsay Bluth | Lindsay Bluth | Lindsay Bluth | Lindsay Bluth | Lindsay Bluth     | Lindsay Bluth     |                   |                   | Tobias Onyango Fünke | Tobias Onyango Fünke | Tobias Onyango Fünke | Tobias Onyango Fünke | Tobias Onyango Fünke | Tobias Onyango Fünke |                    |                    | Byron "Buster" Bluth | Byron "Buster" Bluth | Byron "Buster" Bluth | Byron "Buster" Bluth | Byron "Buster" Bluth | Byron "Buster" Bluth |
|          |          |          |          |            |            |            |            |                             |                             |                             |                             |                             |                             |                   |                   |                   |                   |                         |                         |                         |                         |                         |                         |                      |                      |               |               |               |               |               |               |               |               |               |               |                   |                   |                   |                   |                      |                      |                      |                      |                      |                      |                    |                    |                      |                      |                      |                      |                      |                      |
|          |          |          |          | Steve Holt | Steve Holt | Steve Holt | Steve Holt | Steve Holt                  | Steve Holt                  |                             |                             | Hel-Loh "Annyong"           | Hel-Loh "Annyong"           | Hel-Loh "Annyong" | Hel-Loh "Annyong" | Hel-Loh "Annyong" | Hel-Loh "Annyong" |                         |                         | George Michael Bluth    | George Michael Bluth    | George Michael Bluth    | George Michael Bluth    | George Michael Bluth | George Michael Bluth |               |               |               |               |               |               |               |               |               |               | Mae "Maeby" Fünke | Mae "Maeby" Fünke | Mae "Maeby" Fünke | Mae "Maeby" Fünke | Mae "Maeby" Fünke    | Mae "Maeby" Fünke    |                      |                      |                      |                      |                    |                    |                      |                      |                      |                      |                      |                      |

† markerar avliden karaktär

Streckade linjer markerar adoption

## Priser och utmärkelser
Serien har nominerats till flera Emmy Awards och vunnit 6 stycken. Bland övriga priser kan nämnas att Jason Bateman vann en Golden Globe Award 2005 i kategorin "Best Performance by an Actor in a Television Series - Musical or Comedy".